# Proyección globular de Nicolosi

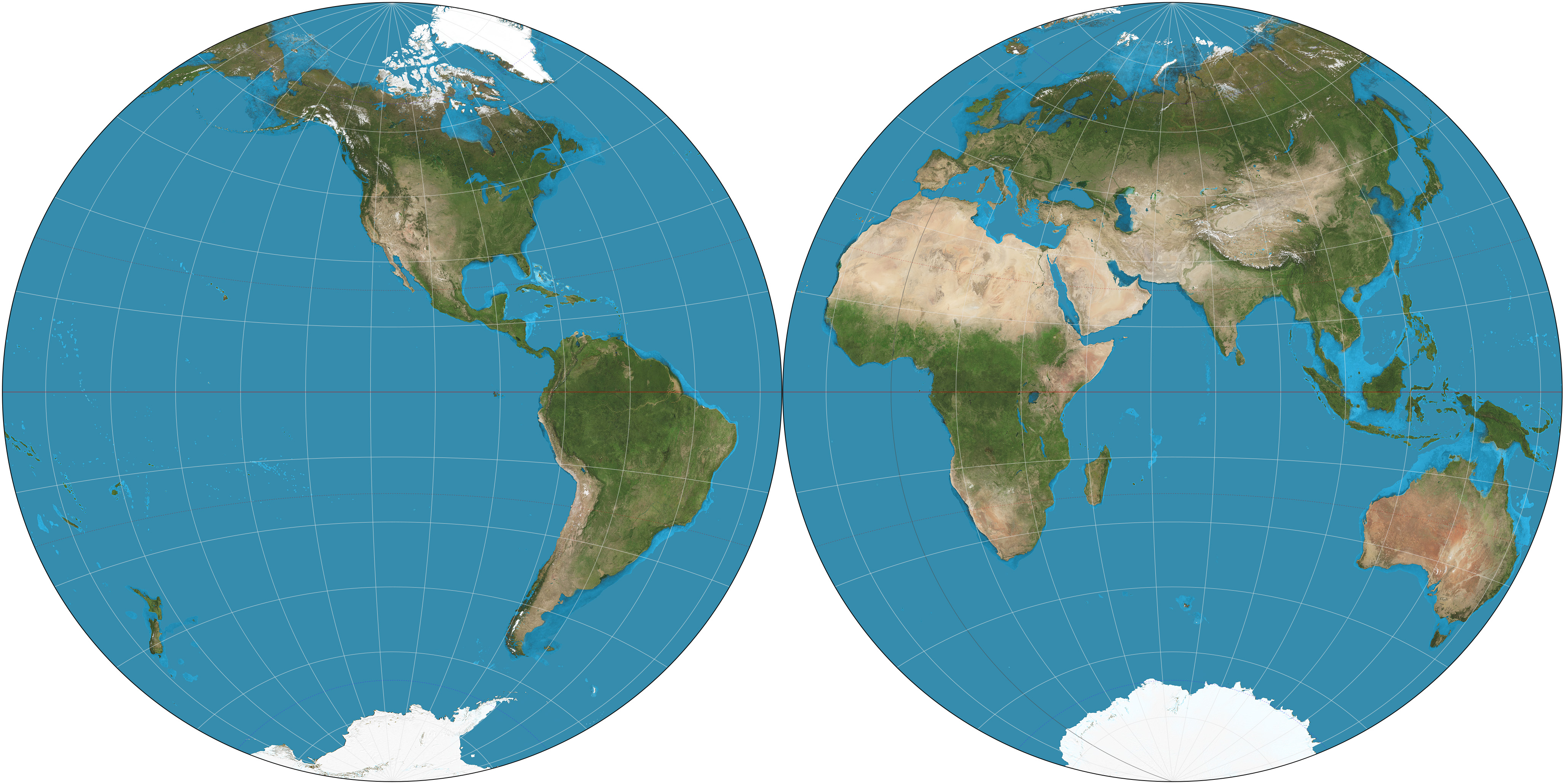
mapamundi bajo la proyección globular de Nicolosi

La proyección globular de Nicolosi es una proyección cartográfica inventada alrededor del año 1000 por el sabio persa Al-Biruni. Es una representación circular de un hemisferio, denominada globular porque evoca un globo terráqueo. Solo puede mostrar un hemisferio a la vez y normalmente aparece como una presentación de 2 hemisferios en los mapas mundiales. La proyección entró en uso en el mundo occidental a partir de 1660 (cuando fue redescubierta por Giovanni Battista Nicolosi), llegando a su uso más común en el siglo XIX. Como una proyección de "compromiso", no conserva propiedades particulares, sino que proporciona un equilibrio de distorsiones.

## Historia
Al-Biruni inventó la primera proyección globular registrada para su uso en mapas celestes alrededor del año 1000. Siglos después, cuando Europa entró en la Era de los Descubrimientos, la demanda de mapas mundiales aumentó rápidamente, provocando una vasta experimentación con diversas proyecciones de mapas. Las proyecciones globulares fueron una categoría que recibió atención temprana, con los inventos de Roger Bacon en el siglo XIII, Petrus Apianus en el siglo XVI y también en el siglo XVI por el sacerdote jesuita francés Georges Fournier. En 1660, Giovanni Battista Nicolosi, un capellán siciliano, reinventó la proyección de Al-Biruni como una modificación de la primera proyección de Fournier. Es poco probable que Nicolosi supiera del trabajo de Al-Biruni, y el nombre de Nicolosi es el que generalmente se asocia con la proyección.
Nicolosi publicó un conjunto de mapas con la proyección, uno de ellos con el mundo en dos hemisferios. Los mapas que utilizan la misma proyección aparecieron ocasionalmente durante los siglos siguientes, volviéndose relativamente comunes en el siglo XIX a medida que la proyección estereográfica dejó de ser de uso común para este propósito. El uso de la proyección de Nicolosi continuó hasta principios del siglo XX. Raramente se ve actualmente. 

## Representación matemática

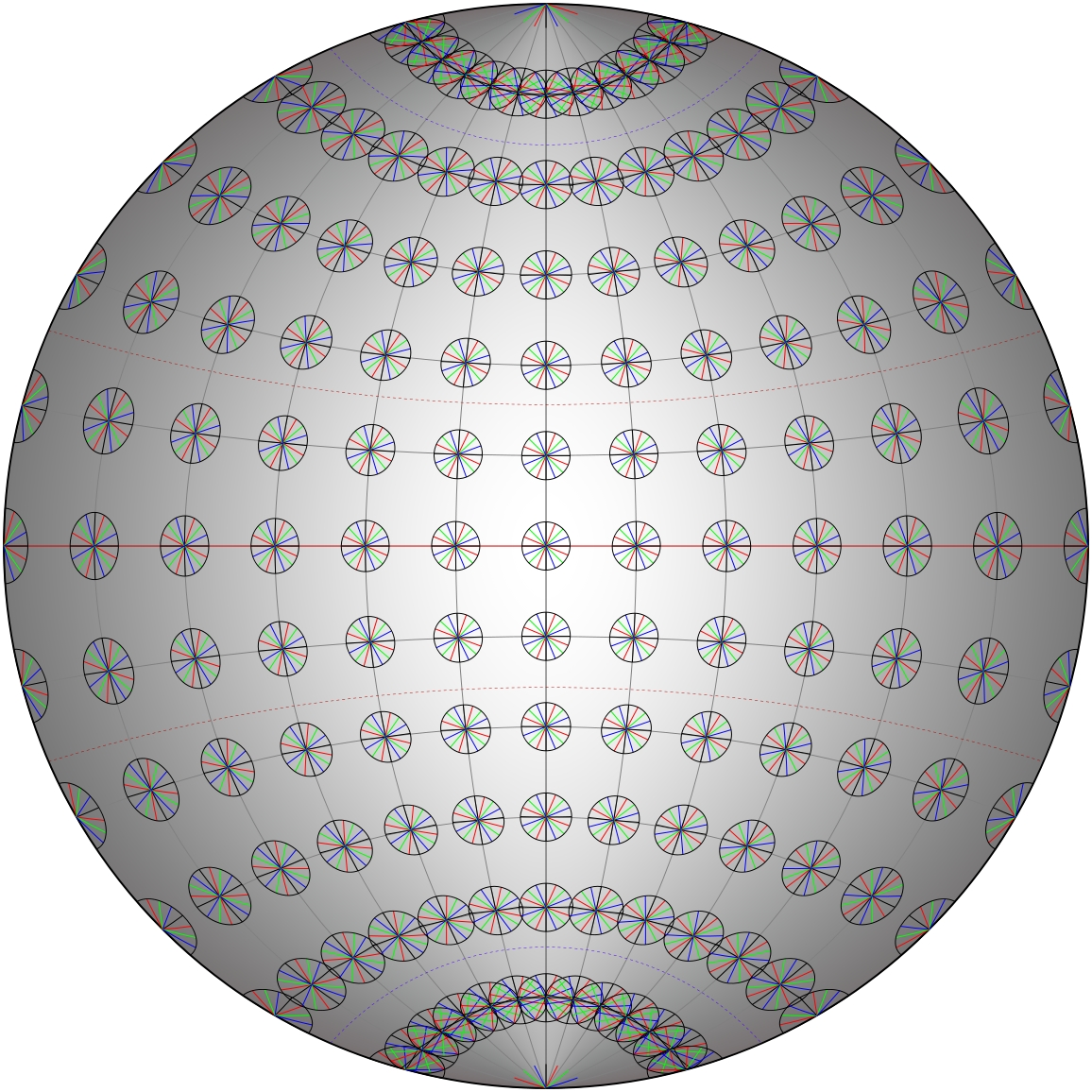
Proyección globular de Nicolosi con indicadores de distorsión

Nicolosi desarrolló la proyección como una técnica de dibujo. Traduciendo eso en fórmulas matemáticas se obtiene:
{\displaystyle {\begin{aligned}b&={\frac {\pi }{2\left(\lambda -\lambda _{0}\right)}}-{\frac {2\left(\lambda -\lambda _{0}\right)}{\pi }}\\c&={\frac {2\varphi }{\pi }}\\d&={\frac {1-c^{2}}{\sin \varphi -c}}\\M&={\frac {{\frac {b\sin \varphi }{d}}-{\frac {b}{2}}}{1+{\frac {b^{2}}{d^{2}}}}}\\N&={\frac {{\frac {d^{2}\sin \varphi }{b^{2}}}+{\frac {d}{2}}}{1+{\frac {d^{2}}{b^{2}}}}}\\x&={\frac {\pi }{2}}R\left(M\pm {\sqrt {M^{2}+{\frac {\cos ^{2}\varphi }{1+{\frac {b^{2}}{d^{2}}}}}}}\right)\\y&={\frac {\pi }{2}}R\left(N\pm {\sqrt {N^{2}-{\frac {{\frac {d^{2}}{b^{2}}}\sin ^{2}\varphi +d\sin \varphi -1}{1+{\frac {d^{2}}{b^{2}}}}}}}\right)\end{aligned}}}
Aquí, {\displaystyle \varphi } es la latitud, {\displaystyle \lambda } es la longitud, {\displaystyle \lambda _{0}} es la longitud central del hemisferio, and {\displaystyle R} es el radio del globo a proyectar.
En la fórmula para {\displaystyle x}, the {\displaystyle \pm } el signo toma el signo de {\displaystyle \lambda -\lambda _{0}}, es decir, tomar la raíz positiva si {\displaystyle \lambda -\lambda _{0}} es positivo, o la raíz negativa si {\displaystyle \lambda -\lambda _{0}} es negativo.
En la fórmula para {\displaystyle y}, the {\displaystyle \pm } el signo toma el signo opuesto de {\displaystyle \varphi }, es decir, tomar la raíz positiva si {\displaystyle \varphi } es negativo, o la raíz negativa si {\displaystyle \varphi } es positivo.
Bajo ciertas circunstancias, las fórmulas completas fallan. Use las siguientes fórmulas en su lugar: 
Cuando {\displaystyle \lambda -\lambda _{0}=0},
{\displaystyle {\begin{aligned}x&=0\\y&=R\varphi \end{aligned}}}
Cuando {\displaystyle \varphi =0},
{\displaystyle {\begin{aligned}x&=R\left(\lambda -\lambda _{0}\right)\\y&=0\end{aligned}}}
Cuando {\displaystyle |\lambda -\lambda _{0}|={\frac {\pi }{2}}},
{\displaystyle {\begin{aligned}x&=R\left(\lambda -\lambda _{0}\right)\cos \varphi \\y&={\frac {\pi }{2}}R\sin \varphi \end{aligned}}}
Cuando {\displaystyle |\varphi |={\frac {\pi }{2}}},
{\displaystyle {\begin{aligned}x&=0\\y&=R\varphi \end{aligned}}}